# Farhan Zaman
Pour les articles homonymes, voir Zaman (homonymie).
Farhan Zaman , né le 9 mars 1993 à Peshawar, est un joueur professionnel de squash représentant le Pakistan. Il atteint en janvier 2017 la 47e place mondiale sur le circuit international, son meilleur classement.

## Biographie
Farhan Zaman appartient à une famille de joueurs de squash et son oncle Qamar Zaman est le vainqueur du British Open et no 1 mondial. Ses cousins, Shahid Zaman et Mansoor Zaman font partie également des 15 meilleurs joueurs du monde.
En 2014 et 2015, il se qualifie pour les championnats du monde, échouant à chaque fois au premier tour.

## Palmarès

### Titres
- Championnats d'Asie par équipes: 3 titres (2012, 2014, 2016)